# Ooencyrtus pinguis
Ooencyrtus pinguis är en stekelart som beskrevs av John S. Noyes 1985. Ooencyrtus pinguis ingår i släktet Ooencyrtus och familjen sköldlussteklar. Inga underarter finns listade i Catalogue of Life.